# Kustmammoetboom
De kustmammoetboom (Sequoia sempervirens) is een boom uit de cipresfamilie (Cupressaceae). Het is de hoogste boom ter wereld. De plant staat ook wel bekend als kustsequoia. De Engelse naam is 'Coast Redwood'.

## Voorkomen

### Historisch
Voor de ijstijden kwam de boom in de vochtige gematigde gebieden over het hele noordelijke halfrond voor. De bruinkoolafzettingen van Europa bestaan voor een groot deel uit de stammen van Sequoia. De boom verdraagt geen langdurige strenge vorst en heeft een hoge relatieve luchtvochtigheid nodig om goed te groeien. Door het poolklimaat in het Weichselien is de boom in Europa uitgestorven.

### Endemisch

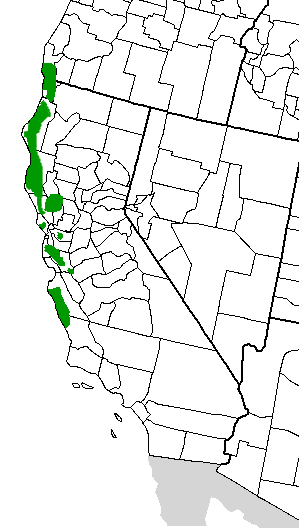
Natuurlijk verspreidingsgebied

De soort komt nu alleen nog van nature voor in het westen van Noord-Amerika in een strook langs de kust van San Francisco (Californië) tot het zuiden van Oregon, waar ideale omstandigheden voor de boom zijn door de dagelijkse mist die van de oceaan het land in drijft.
Oerbossen van kustmammoetboom worden aangetroffen op de volgende plaatsen langs de Amerikaanse westkust (van noord naar zuid):
- Redwood National and State Parks in Del Norte en Humboldt County (Californië)
- Headwaters Forest Reserve in Humboldt County (Californië)
- Humboldt Redwoods State Park in Humboldt County (Californië)
- Montgomery Woods State Natural Reserve in Mendocino County (Californië)
- Mendocino Headlands State Park in Mendocino County (Californië)
- Hendy Woods State Park in Mendocino County (Californië)
- Samuel P. Taylor State Park in Marin County (Californië)
- Muir Woods National Monument in Marin County (Californië)
- Henry Cowell Redwoods State Park in Santa Cruz County (Californië)
- Big Basin Redwoods State Park in Santa Cruz County (Californië)
- Julia Pfeiffer Burns State Park in Monterey County (Californië)
- Los Padres National Forest in Monterey, Santa Barbara, San Luis Obispo, Ventura, Kern en Los Angeles County

### Als exoot
Aan de vochtige westkust van Europa groeit de boom, aangeplant sinds het midden van de 19e eeuw met ingevoerde exemplaren, echter ook goed omdat het tegenwoordige Europese klimaat weer vergelijkbaar is met dat van voor de ijstijden toen de kustmammoetboom hier van nature voorkwam. In Ierland, Groot-Brittannië en West-Frankrijk, waar geregeld regen valt en langdurige koudeperioden zeldzaam zijn, is de groeisnelheid meestal net zo groot als in Californië. In Rotorua op het Noordereiland van Nieuw-Zeeland, waar een proefstation voor kustmammoetbomen is aangelegd, wordt de Californische groeisnelheid zelfs overtroffen. In Europa wordt tot nu toe, na ongeveer 150 jaar van groei, een hoogte gehaald van 40 meter. De hoogste Amerikaanse kustmammoetboom is Hyperion, verschillende eeuwen oud en 115½ meter hoog.
In Europa wordt de kustmammoetboom in parken en tuinen aangeplant om de sierwaarde, maar de winterhardheid van jonge exemplaren laat te wensen over. Grote en oudere bomen kunnen een temperatuur van onder de -10°C wel een korte tijd verdragen, maar als dit te lang aanhoudt, treedt vorstschade op waarbij jonge takken doodvriezen of, bij langdurige zeer strenge vorst, zelfs de hele boom afsterft tot op de grond. In Nederland en België is de boom zo nu en dan aangeplant in parken, grote particuliere tuinen, oude buitenplaatsen en verder in botanische tuinen.
In Duitsland is bij Kaldenkerken, net over de grens bij het Limburgse Tegelen, na de oorlog een proeftuin aangelegd met onder meer kustmammoetbomen om te onderzoeken of er grootschalige bosbouw mee kan worden bedreven. De resultaten zijn nog te bezichtigen in de Sequoiafarm Kaldenkirchen, waar men een goed beeld kan krijgen van de 'redwood'-bossen in Californië. Op een relatief klein gebied staan hier tientallen kustmammoetbomen bij elkaar die vaak al een hoogte hebben van bijna 40 meter.

## Kenmerken
De kustmammoetboom heeft een zuilvormige kroon met horizontale of hangende takken. De boomschors is roestkleurig rood, zacht en vezelig. Later wordt de schors donkerder, dikker en diep gegroefd. Aan de voet van de stam vormt de boom vaak uitlopers.
De boom heeft harde, vlakke bladeren van 1,5-2 cm lang. Ze lijken wel wat op de naalden van Taxus. Van boven zijn ze donkergroen en van onder met een witte streep gemarkeerd.
Aan de hoofdtakken zijn de bladeren kleiner en priemvormig. De grootte van de bladeren neemt nabij de top van de boom af; experimenten hebben aangetoond dat dit komt doordat de druk van het water in de transportkanaaltjes in de boom afneemt met de hoogte: kustmammoetbomen benaderen de theoretisch maximaal haalbare hoogte voor een plant die geen actief transportmechanisme voor water heeft tegen de zwaartekracht in.
Mannelijke kegels zijn klein, rond en geelachtig. Ze vormen groepjes aan de top van kleine zijtwijgen. Vrouwelijke kegels zijn houtig en bolrond, 2-2,5 cm lang en hebben gerimpelde roodbruine schubben. De zaden zijn gevleugeld.

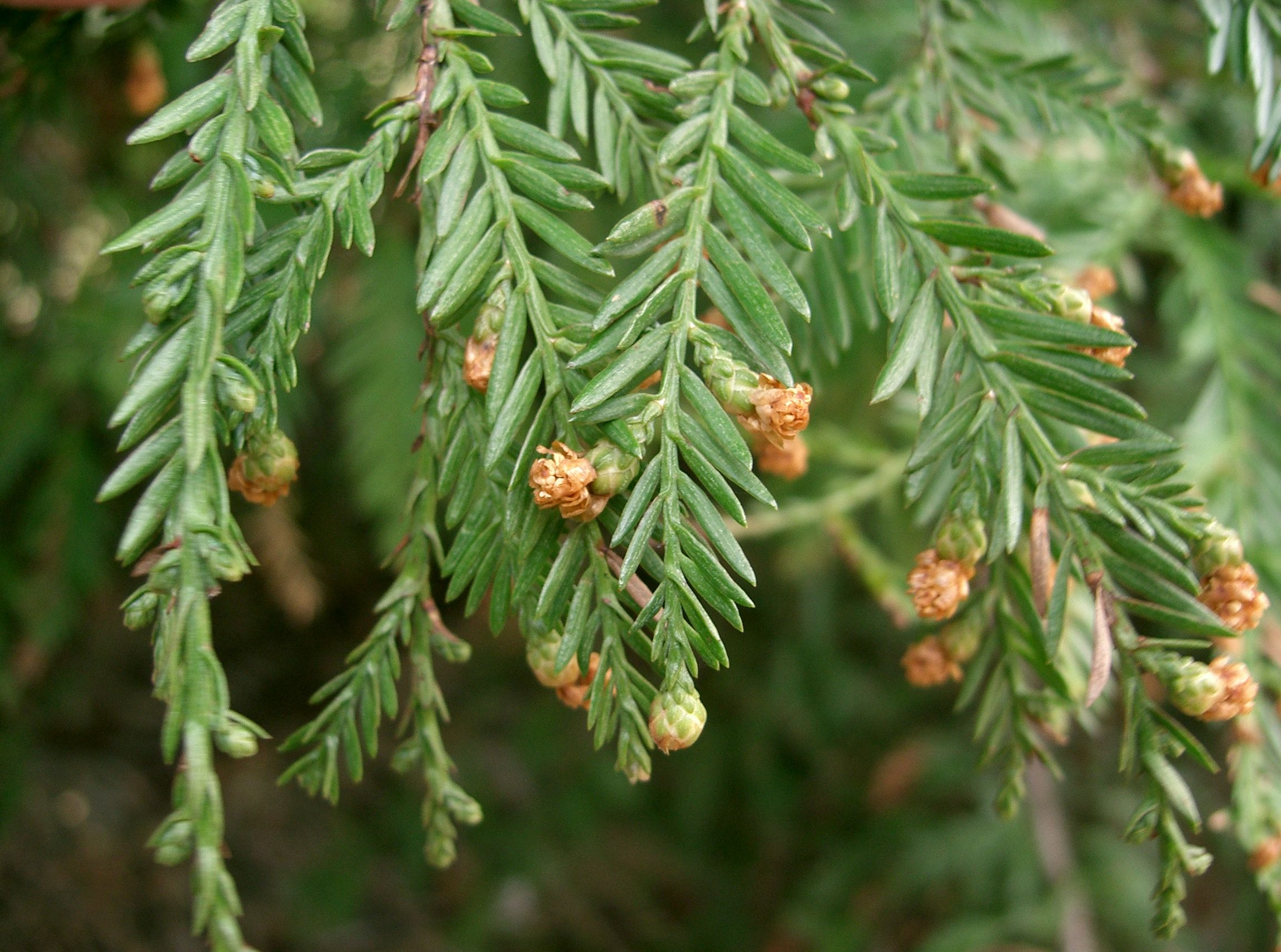
Naaldvormige bladeren en mannelijke kegels
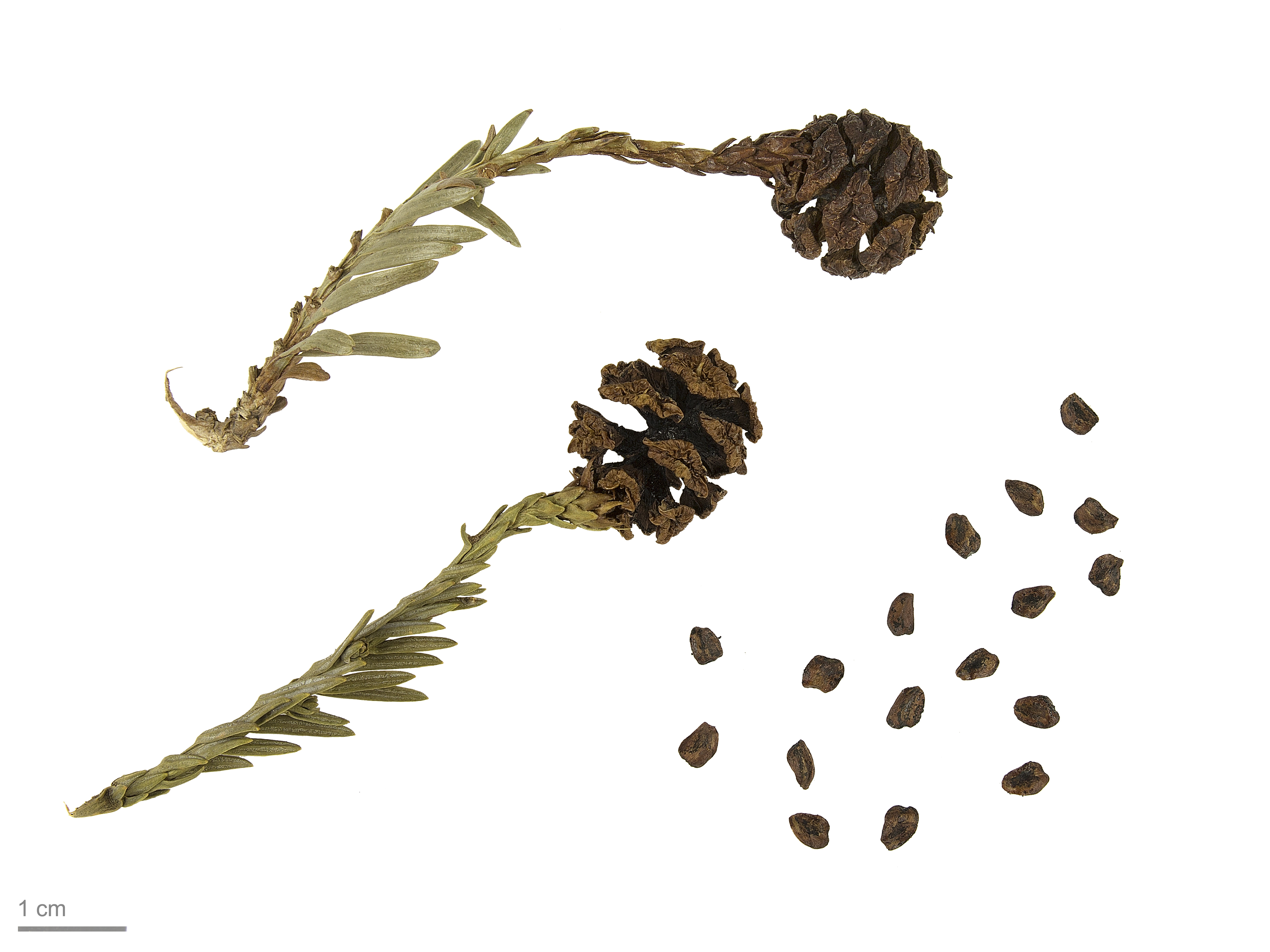
Vrouwelijke kegels met zaadjes

De boom kan meer dan tweeduizend jaar leven. Na het omzagen van de boom of na bevriezing kan de stomp nieuwe scheuten vormen, die kunnen uitgroeien tot nieuwe stammen. Op de natuurlijke groeiplaatsen in Amerika kan men een groepje mammoetbomen vaak in een cirkel zien staan. De cirkel geeft de oude 'moederstam' aan, die meestal helemaal is vergaan en humus heeft geleverd voor haar 'nakomelingen'. Deze vorm van regeneratie is bij coniferen niet gebruikelijk.

## Hout
De kustmammoetboom levert zacht, maar duurzaam hout met bleekgeel spinthout en roodbruin kernhout. Dit hout wordt ook wel Californian Redwood genoemd. Veel planken van redwood hebben een karakteristiek roze/geel kleurenpatroon. Het wordt gebruikt voor tuinmeubels, schuttingen, houten terrassen en dergelijke.  Vroeger werd het hout veel gebruikt om er spoorbielzen van te maken en broeikassen wegens de praktische onaantastbaarheid door vocht. In het verleden is door de grote vraag naar redwoodhout naar schatting 95% van het oorspronkelijke areaal gekapt. Het merendeel van de resterende bomen is ondergebracht in het Redwood National Park waar houtkap verboden is. Op commerciële basis zijn er grote oppervlakten in Californië aangeplant met gekweekte kustmammoetbomen, die onder gunstige omstandigheden zeer snel groeien, om ook in de toekomst te kunnen voorzien in de vraag naar redwoodhout.
Eigenschappen
- Duurzaamheidsklasse: II kern, V spint
- Soortelijke massa: 400 kg/m³
- Radiale krimp: 0,3%
- Tangentiale krimp: 0,6% - 0,8%
- Werken: 0,9% - 1,1%

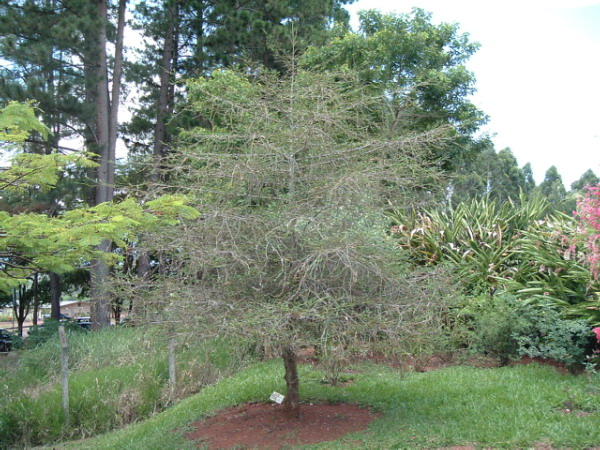
jonge boom
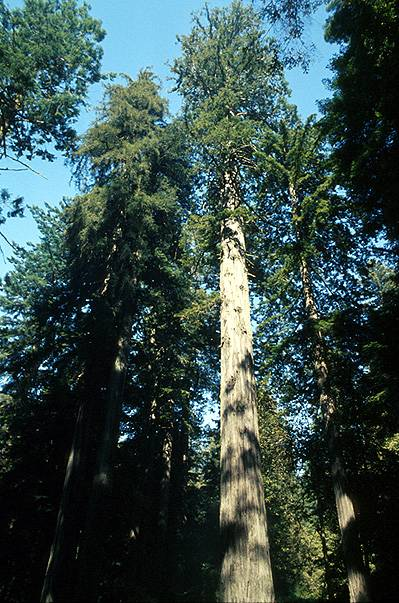
volwassen bomen
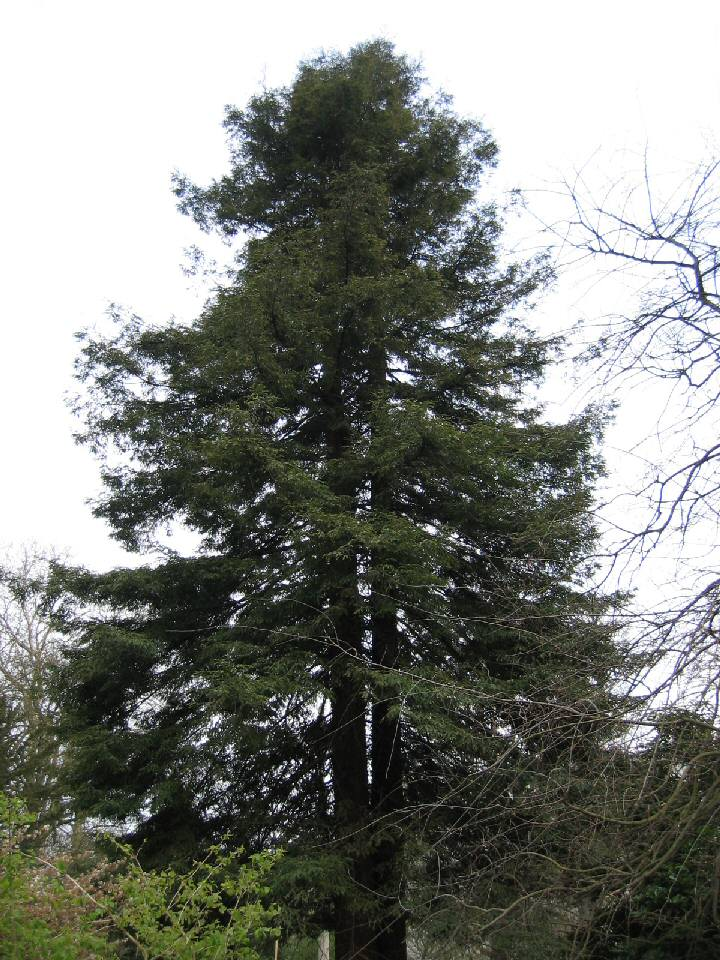
alleenstaande boom
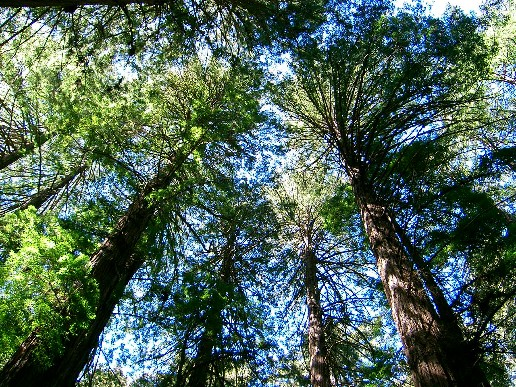
boomkronen in Muir Woods National Monument
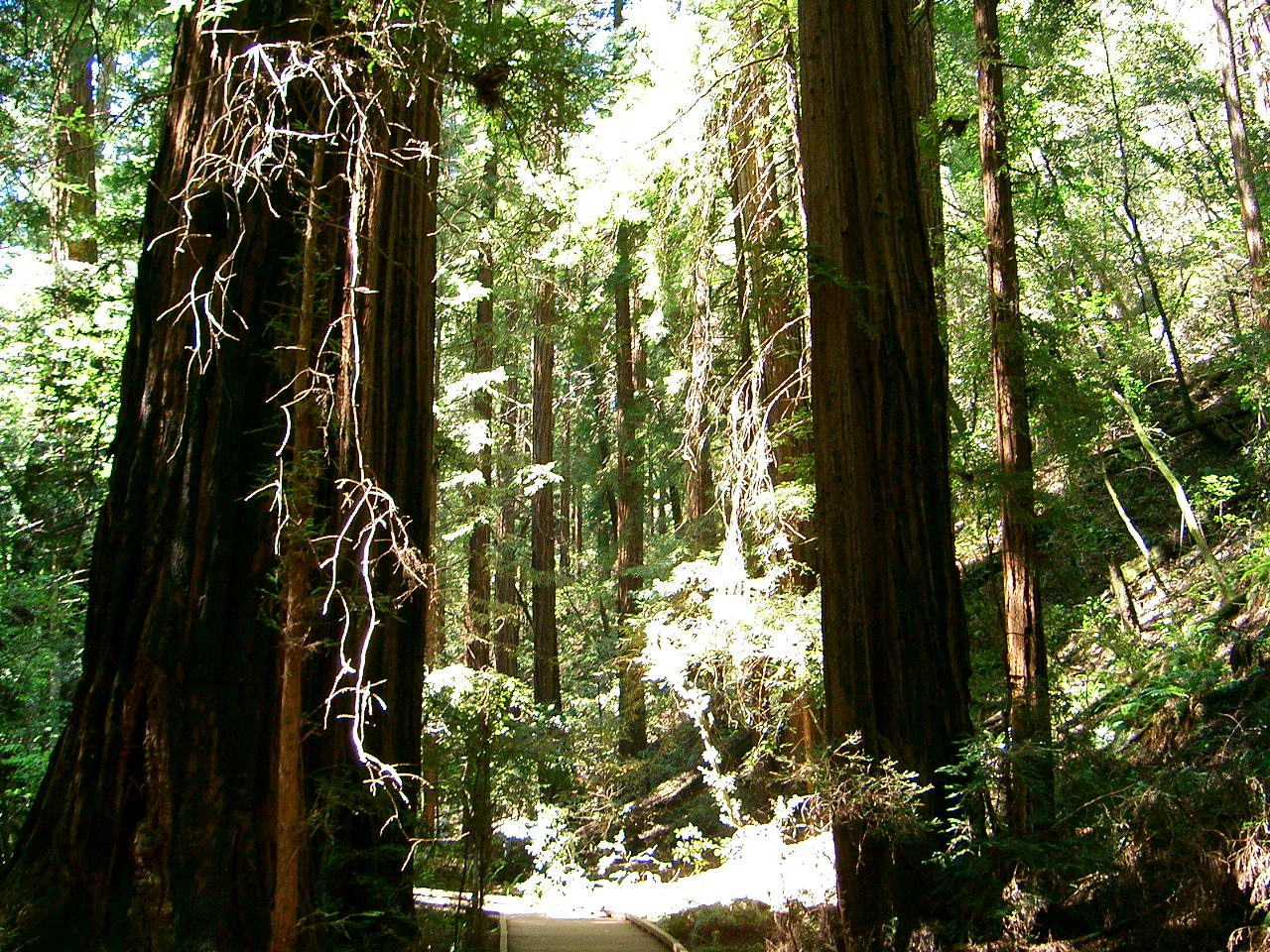
doorkijkje in het Muir Woods National Monument
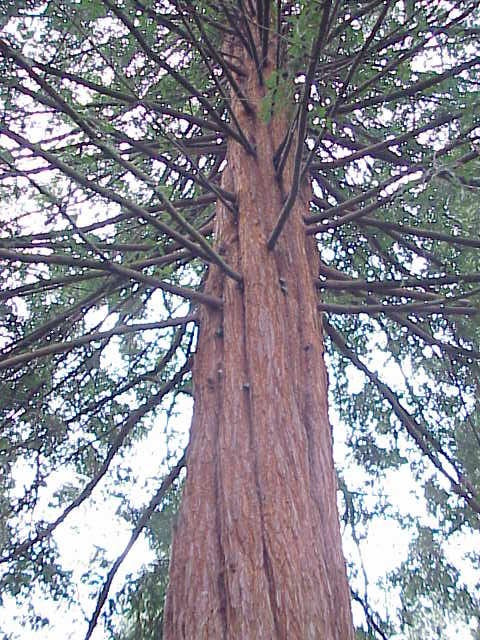
getordeerde stam
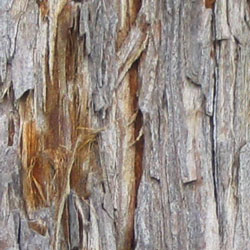
schors
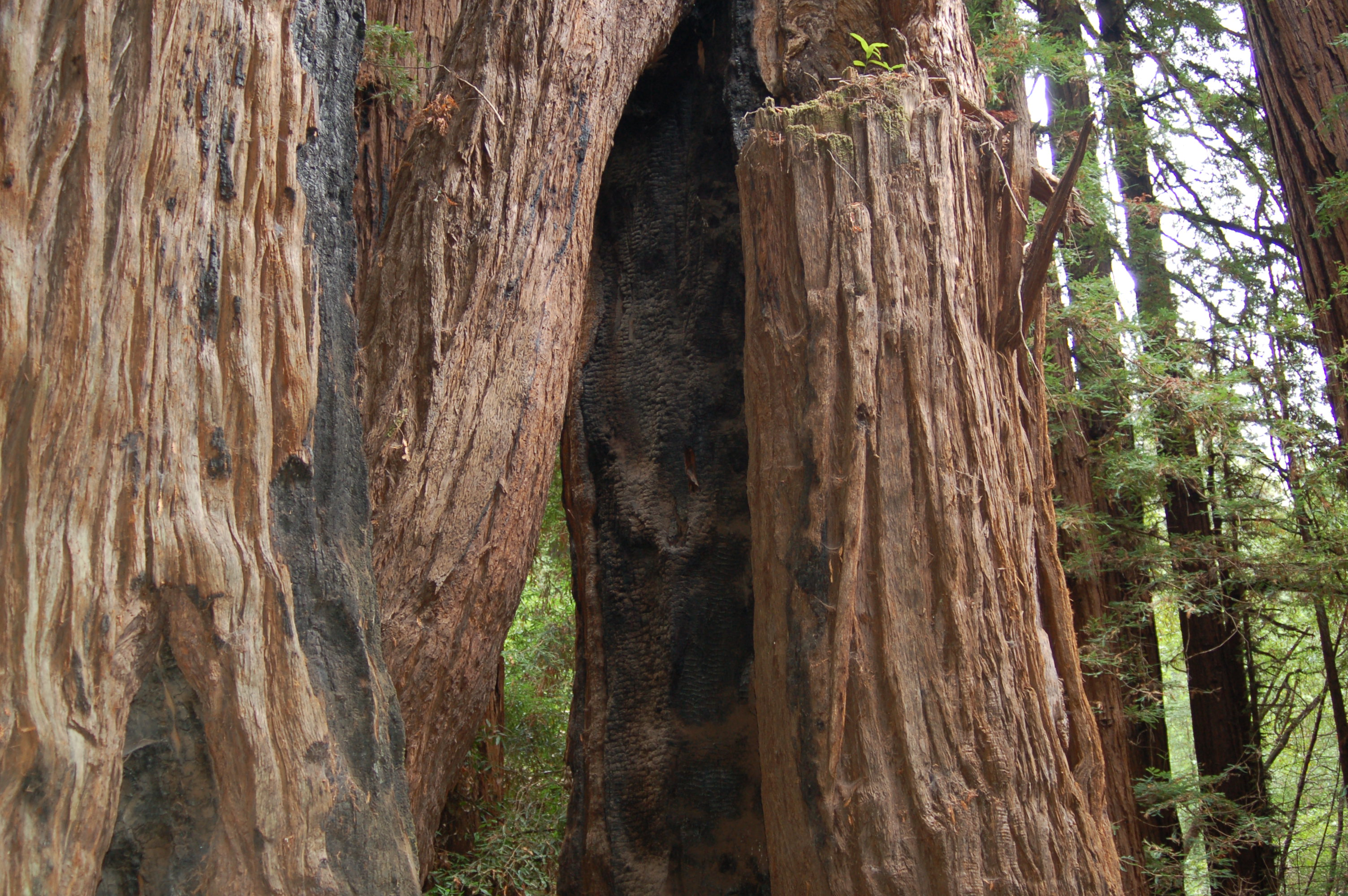
stammen met brandschade die stamt uit circa 1900
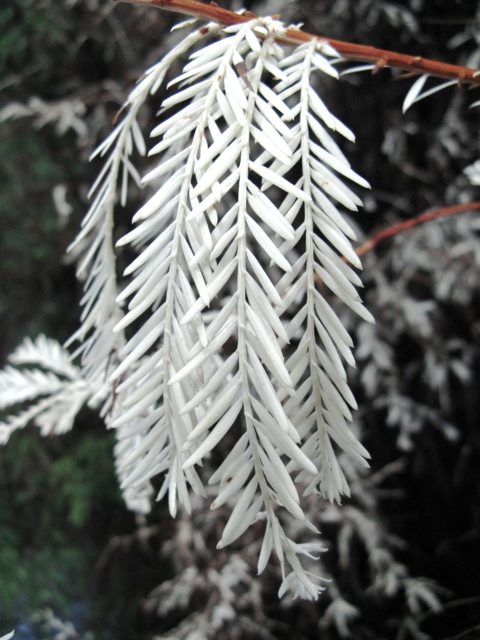
een albino-exemplaar
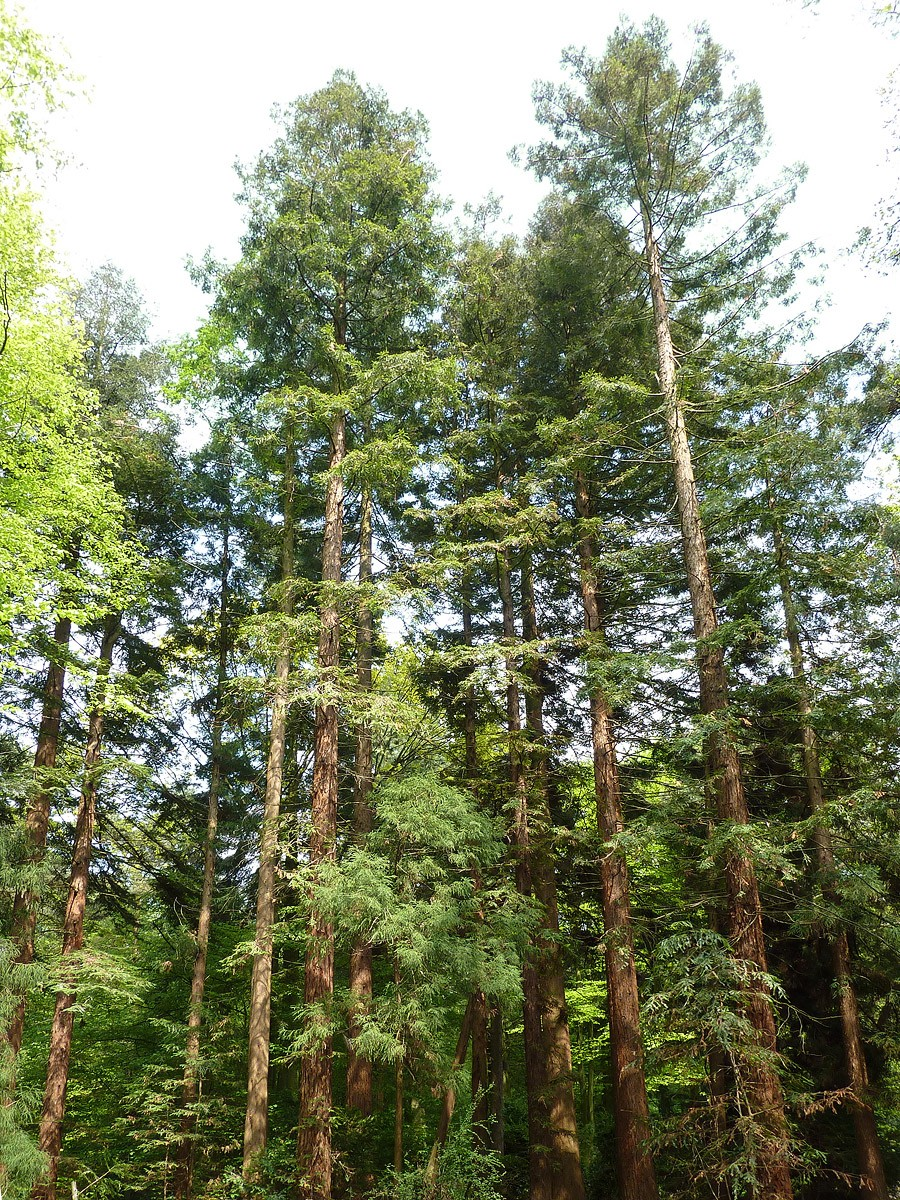
Sequoiafarm Kaldenkirchen